# Честерфилд (Англия)

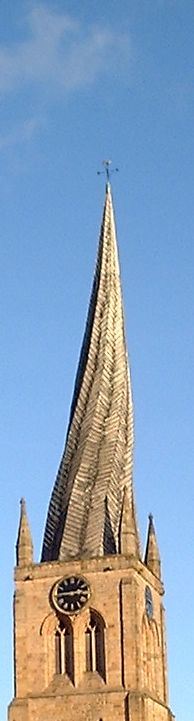
Шпиль церкви Святой Марии и всех Святых

Че́стерфилд (англ. Chesterfield) — город в графстве Дербишир (Великобритания).

## География
Город Честерфилд расположен в центральной части Англии, на территории графства Дербишир, в регионе Ист-Мидлендс, южнее Шеффилда, в месте впадения реки Хиппер в Ротер.

## История
В 1204 году английский король Иоанн Безземельный предоставил Честерфилду рыночное право. В XIX столетии Честерфилд быстро превращается в крупный город, особенно после того, как Джордж Стефенсон строит железную дорогу Лидс — Дерби, проходящую через Честерфилд.
Символом города является кривая (спиралевидная) верхушка колокольни церкви Сент-Мэри и Всех Святых (постройки XIV века), отклонённая от вертикальной оси здания на 9 футов и 6 дюймов (около 3 метров). С этой любопытной башней связаны многочисленные местные поверья и легенды (про кузнеца и подкованного чёрта; про невесту-девственницу и пр.).

## Экономика
В городе расположен филиал инструментальной компании из Германии Wera Werk Hermann Werner GmbH & Co известной в Северной Америке как Wera Tools.

## Спорт
С 1866 года существует одноимённый футбольный клуб.

## Города-партнёры
- Дармштадт, Германия
- Труа, Франция
- Янцюань, Китай
- Цумеб, Намибия